# テュロスのポルピュリオス
テュロスのポルピュリオス(古代ギリシア語: Πορφύριος、234年 - 305年)は、ネオプラトニズムの哲学者。テュロス出身。彼は師プロティノスの唯一の著作『エンネアデス』を編纂・発表した。彼は自身の著作も多く残していてテーマも多岐に渡っている。彼の『エイサゴーゲー』は論理と哲学の手引きであり、そのラテン語訳は中世を通じて論理学の標準的な教科書となった。さらに、いくつかの彼の著作を通じて、特に『託宣からの哲学』、『反キリスト教論』で、彼は多数の初期キリスト教徒との論争に携わっていて、また、彼の『ユークリッド原論』に対する注釈はアレクサンドリアのパッポスに典拠として利用されている。

## 伝記的情報
ポルピュリオスの両親はフェニキア人で、彼はテュロスで産まれて「マルクス(王)」と名付けられた。彼はアテナイでカッシオス・ロンギノスに師事し、彼にポルピュリオス(紫色の服を着ている)という名前を与えられた。紫色の服とは皇帝のローブを暗に言う物であった。ロンギヌスのもとで彼は文法と修辞を学んだ。262年にはローマへ行き、プロティノスの名声に魅せられ、6年間ネオプラトニズムを学ぶのに専心した。その間彼は自らの食事を厳しく制限した。このため彼は気が滅入ってきて自殺を考えるようになった。そこでプロティノスの助言に従ってシチリアへ行き、5年間かけて体調を回復した。その後ローマにもどり、哲学の講義を行うとともにプロティノスの著作の編纂を完了した(その頃プロティノスは既に世を去っていた)。またプロティノスの伝記を書いた。
カルキスのイアンブリコスは古代のネオプラトニズムの著作でポルピュリオスの弟子として言及されているが、おそらくポルピュリオスの次の世代の主要な人物であることを意味しているにすぎないだろう。ポルピュリオスとイアンブリコスはテウルギー(呪術)の問題で公然と意見を異にしていた。ポルピュリオスは後年、7歳の子供を抱えた寡婦で熱狂的な哲学徒のマルセラと結婚した。それ以上のことはほとんど知られておらず、彼が死んだ日もわかっていない。

## 『手引き(エイサゴーゲー)』

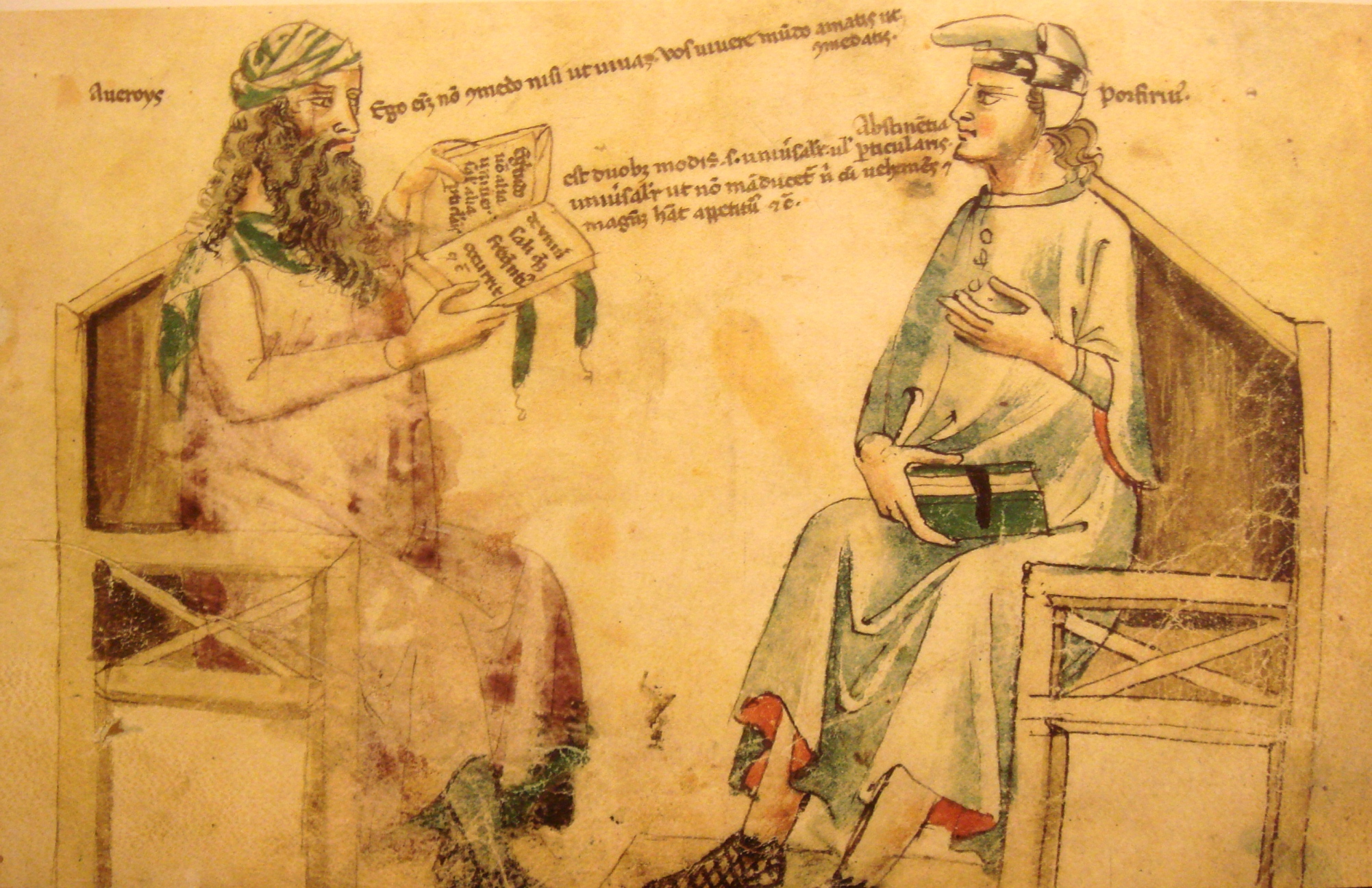
イブン・ルシュド(1126年 – 1198年)とポルピュリオス(234年 – 305年)の想像上の対話。 Monfredo de Monte Imperiali Liber de herbis, 14世紀

ポルピュリオスは哲学的業績で最も知られている。ネオプラトニズムの基本的な文献である『理解の学習の手引き(Sententiae Ad Intelligibilia Ducentes)』の著作をおけば、彼は、しばしばアリストテレスの『範疇論』の注釈だとそのタイトルから思われている非常に短い著作「範疇の手引き(Introductio in Praedicamenta)」によって評価されている。しかしながら、バルネス(2003年)によれば、『範疇の手引き』の正しい題名は「手引き(εἰσαγωγή)」であって、この本は特に「範疇」ではなく一般に『オルガノン』全体に対する手引きであり、実際には命題、定義、証明の理論を内容とするという。この手引きでは物体に与る性質がどのように分類されるかが論じられ、実体という哲学的概念が「類」、「種」、「種差」、「固有性」、「付帯性」の五つに分けられる。
ポルピュリオスの最も影響力の強い哲学的功績は、『範疇への手引き』でアリストテレスの論理学をネオプラトニズムと合体させたこと、特に、範疇という概念を実体的に理解したこと(後の哲学で言う普遍)である。ボエティウスによる『エイサゴーゲー』のラテン語訳は中世ヨーロッパの学校・大学で標準的な教科書となり、それらの学校・大学で中世の論理学や普遍論争が哲学的・神学的に進展することとなった。エイサゴーゲーのうちで極めて重要な「ポルピュリオスの樹(Arbor porphyriana)」は彼の論理学における実体の分類を図示したものである。今日に至るまで、分類学は生物の分類においてポルピュリオスの樹の恩恵を受けている(系統樹、分岐学を参照)。 
エイサゴーゲーはイブヌル・ムカッファによって、当時存在したシリア語版からアラビア語へ翻訳された。アラビア語化された題名「イサーグージー(إيساغوجي)」の下にイスラーム圏において長い間論理学の手引きとなる標準的な教科書として扱われ、神学、哲学、文法学、法哲学に影響を与えた。この著作の翻案や縮図の他にも、論理学に関する独立した著作がムスリムの哲学者によって多く書かれ、しばしば「イサーグージー」という題名が付けられた。ポルピュリオスの「付帯性」に関する議論を端緒として、「付帯性」と「固有性」の適用に関する長きにわたる論争が起こった。

## 『託宣からの哲学(De Philosophia ex Oraculis Haurienda)』
ポルピュリオスはキリスト教に反対して異教を擁護したことでも知られる。彼の伝統的な宗教擁護論である『託宣からの哲学』はディオクレティアヌスやガレリウスによるキリスト教迫害以前に書かれていて、彼らに迫害の根拠を提供することとなった:
「どうして彼らを容赦する価値があると考えられようか?彼らは以前はギリシャ人やバルバロイのみならず、皇帝、立法者、哲学者、全ての心ある人が神だと考えてきた者から離反したのだ。それだけでなく、不信心や無神論を選ぶことで、人間同士で好きあってきたのだ。どんな責め苦を受ければ彼らは彼らの言う父のことから逃げ出すだろうか?」
迫害されていた時期に書かれたルキウス・カエキルス・フィルミアヌス・ラクタンティウスの『神聖な教理』に登場する異教の哲学者・敵対者がポルピュリオスであるかどうかは長い間議論されてきた。『託宣からの哲学』のキリスト教版はポルピュリオスに帰せられてきた。このことはカエサレアのエウセビオスによって認められ、テオドレトスのような弁証家達によって喧伝された。ヒッポのアウグスティヌスはこのことを否定した最初のひとりであった。 ナサニエル・ラードナーはこのことを18世紀に否定した。

## 『反キリスト教論(Adversus Christianos)』
彼の15巻に及ぶ『反キリスト教論(Adversus Christianos)』は断片のみが残っていて、論駁の対象として引用の形で提示される。その中で、彼は「神々はキリストは敬虔であったと宣言したが、キリスト教徒は混乱した、悪性の宗派である」と言った事で有名だとして引用される。これに対する反論文がカエサレアのエウセビオス、ラオディケアのアポッリナリス、オリンポスのメトディオス、マグネシアのマカリオスによって書かれたが、いずれも散逸している。
ポルピュリオスがダニエル書をアンティオコス4世エピファネスの時代(紀元前2世紀)の人物の手になる書物だと認識していたことがヒエロニムスによって知られている。ヒッポのアウグスティヌスと5世紀の教会史家コンスタンティノープルのソクラテスは、ポルピュリオスはキリスト教徒だったことがあると強く主張した。

## 他の著作
ポルピュリオスは彼の門人イアンブリコスのテウルギーにも反論した。イアンブリコスの秘法の多くはポルピュリオスの批判に対する秘法のテウルギーの神秘的な占有の擁護に専ら向けられていた。フランスの哲学者のピエール・アドは、ポルピュリオスにとって神秘主義の実践は魂の発展の本質的な要素なのだと主張している。
ポルピュリオスはピタゴラスと同様に、霊的・倫理的な根拠から菜食主義の支持者であった。この二人はおそらく古典古代のもっとも有名な菜食主義者である。ポルピュリオスには『節制論(De Abstinentia)』、『禁肉食論(De Non Necandis ad Epulandum Animantibus)』といった著作があり、動物を食料として消費することに反対した。このため彼は今日に至るまでベジタリアンの著作において好意的に言及される。
ポルピュリオスはまた、占星術、宗教、哲学、音楽理論といった広範な分野に関して著述している。彼は哲学の歴史や、それに付随して師プロティノスの生涯を含む哲学者の伝記を執筆している。彼の書いた4巻からなるプラトンの伝記はアレクサンドリアのキュリロスによる引用のみが残っている。彼の著書『ピュタゴラスの生涯』はカルキスのイアンブリコスの書いた同名の伝記と混同されてはいけない。クラウディオス・プトレマイオスの『ハルモニア論(Eis ta Harmonika Ptolemaiou hypomnēma)』に対する彼の注釈は古代の音楽理論の歴史の重要な情報源である。

## ポルピュリオスの著作
- Ad Gaurum ed. K. Kalbfleisch. Abhandlungen der Preussischen Akadamie der Wissenschaft. phil.-hist. kl. (1895): 33-62.
- Contra Christianos, ed., Adolf von Harnack, Porphyrius, "Gegen die Christen,"15 Bücher: Zeugnisse, Fragmente und Referate. Abhandlungen der königlich prüssischen Akademie der Wissenschaften: Jahrgang 1916: philosoph.-hist. Klasse: Nr. 1 (Berlin: 1916).
- Contra los Cristianos: Recopilación de Fragmentos, Traducción, Introducción y Notas  E. A. Ramos Jurado, J. Ritoré Ponce, A. Carmona Vázquez, I. Rodríguez Moreno, J. Ortolá Salas, J. M. Zamora Calvo (Cádiz: Servicio de Publicaciones de la Universidad de Cádiz 2006).
- Corpus dei Papiri Filosofici Greci e Latini III: Commentarii (Florence: Leo S. Olschki, 1995). <# 6 and #9 may or may not be by Porphyry>
- De abstinentia ab esu animalium Jean Bouffartigue, M. Patillon, and Alain-Philippe Segonds, edd., 3 vols., Budé (Paris, 1979–1995).
- De Philosophia ex oraculis haurienda G. Wolf, ed. (Berlin: 1956).
- Epistula ad Anebonem, A. R. Sodano ed. (Naples: L'arte Tipografia, 1958).
- Fragmenta Andrew Smith, ed. (Stvtgardiae et Lipsiae: B. G. Tevbneri, 1993).
- The Homeric Questions: a Bilingual Edition Lang Classical Studies 2, R. R. Schlunk, trans. (Frankfurt-am-Main: Lang, 1993).
- Isagoge, Stefan Weinstock, ed. in Catalogus Codicum astrologorum Graecorum, Franz Cumon, ed. (Brussels, 1940): V.4, 187-228.
- Kommentar zur Harmonielehre des Ptolemaios Ingemar Duuring. ed. (Göteborg: Elanders, 1932).
- Opuscula selecta Augusts Nauck, ed. (Lipsiae: B. G. Tevbneri, 1886).
- Porphyrii in Platonis Timaeum commentarium fragmenta A. R. Sodano, ed. (Napoli: 1964).
- Porphyry, the Philosopher, to Marcella: Text and Translation with Introduction and Notes Kathleen O’bBien Wicker, trans., Text and Translations 28; Graeco-Roman Religion Series 10 (Atlanata: Schoalrs Press, 1987).
- Pros Markevllan Griechiser Text, herausgegeben, übersetzt, eingeleitet und erklärt von W. Pötscher (Leiden: E. J. Brill, 1969).
- Sententiae Ad Intelligibilia Ducentes E. Lamberz, ed. (Leipzig: Teubner, 1975).
- Vie de Pythagore, Lettre à Marcella E. des Places, ed. and trans. (Paris: Les Belles Lettre, 1982).
- La Vie de Plotin Luc Brisson, ed. Historie de l'antiquité classique 6 & 16 (Paris: Libraire Philosophique J. Vrin: 1986-1992) 2 vols.
- Vita Plotini  in Plotinus, Armstrong, ed. LCL (Cambridge, Mass.: Harvard University Press, 1968), 2-84.
- To Marcella text and translation with Introduction and Notes by Kathleen O'Biren Wicker (Atlanta: Scholars Press, 1987).

### 英訳
- Isagoge Mediaeval Sources in Translation 16, E. Warren, trans. (Toronto: Pontifical Institute of Mediaeval Studies, 1975).
- Porphyry's Introduction. Translation of the 'Isagoge' with a Commentary by J. Barnes (Oxford, 2003).
- Porphyry. On Aristotle's Categories. Translated by Steven K. Strange (Ithaca, New York, 1992).
- The Organon or Logical Treatises of Aristotle with the Introduction of Porphyry Bohn's Classical Library 11-12, Octavius Freire Owen, trans. (London: G. Bell, 1908–1910), 2 vols.
- Five Texts on the Mediaeval Problem of Universals: Porphyry, Boethius, Abelard, Duns Scotus, Ockham Paul Vincent Spade, trans. (Indianapolis: Hackett, 1994).
- Select Works of Porphyry. Translated by T. Taylor (Guildford, 1994). Contains Abstinence from Eating Animal Food, the Sententiae and the Cave of the Nymphs.
- Launching-Points to the Realm of Mind. Translation of the 'Sententiae' by K. Guthrie (Grand Rapids, Michigan, 1988).
- Neoplatonic Saints: The Lives of Plotinus and Proclus Translated Texts for Historians 35 (Liverpool: Liverpool University Press, 2000).
- On Abstinence from Killing Animals Gilliam Clark, trans. (Ithaca: Cornell University Press, 2000).
- The Cave of the Nymphs in the Odyssey A revised text with translation by Seminar Classics 609, State University of New York at Buffalo, Arethusa Monograph 1 (Buffalo: Dept. of Classics, State University of New York at Buffalo, 1969).
- On the Cave of the Nymphs Robert Lamberton, trans. (Barrytown, N. Y.: Station Hill Press, 1983).
- Porphyry Against the Christians, R. M. Berchman, trans., Ancient Mediterranean and Medieval Texts and Contexts 1 (Leiden: Brill, 2005).
- Porphyry’s Against the Christians: The Literary Remains R. Joseph Hoffmann, trans. (Amherst: Prometheus Books, 1994).
- The Homeric Questions edited and translated by R. Schlunk (New York, 1993).
- Porphyry's Letter to His Wife Marcella Concerning the Life of Philosophy and the Ascent to the Gods. Translated by Alice Zimmern (Grand Rapids, Michigan, 1989).
- Porphyry the Philosopher, Introduction to the Tetrabiblos and Serapio of Alexandria, Astrological Definitions. Translated by James Herschel Holden (Tempe, Az.: A.F.A., Inc., 2009.

### 日本語訳
- プロティノス、ポルピュリオス・プロクロス『世界の名著 続2』田中美知太郎責任編集、中央公論社、1976年。
  - プロティノス、ポルピュリオス・プロクロス『世界の名著 15』田中美知太郎責任編集、中央公論社〈中公バックス〉、1980年8月。ISBN 978-4-12-400625-4。普及版

ポルピュリオス「プロティノスの一生と彼の著作の順序について」（水地宗明訳）
ポルピュリオス「イサゴーゲー」（水地宗明訳）
- 『プロティノス全集 第1巻』水地宗明・田之頭安彦訳、田中美知太郎監修、中央公論社、1986年11月。ISBN 4-12-402615-3。全5巻
  - ポルピュリオス「プロティノスの一生と彼の著作の順序について――プロティノス伝」
- プロティノス『エネアデス（抄）Ⅰ』田中美知太郎・水地宗明・田之頭安彦訳、中央公論新社〈中公クラシックス W50〉、2007年11月。ISBN 978-4-12-160099-8。改訂版
  - ポルピュリオス「プロティノスの一生と彼の著作の順序について（プロティノス伝）」
- プロティノス『エネアデス（抄）Ⅱ』田中美知太郎・水地宗明・田之頭安彦訳、中央公論新社〈中公クラシックス W51〉、2007年11月。ISBN 978-4-12-160100-1。

以上は師・プロティノスの著作「エンネアデス」の付録
- ポルピュリオス『ポルピュリオス『ピタゴラスの生涯』――付録：黄金の詩』水地宗明訳、晃洋書房、2007年9月。ISBN 978-4-7710-1892-1。
- ポルピュリオス『ピタゴラス伝／マルケラへの手紙／ガウロス宛書簡』山田道夫訳、京都大学学術出版会〈西洋古典叢書〉、2021年4月。ISBN 4814002831